# Base aérienne de Geçitkale
Geçitkale Air Base ou Aéroport de Lefkóniko (code IATA : GEC • code OACI : LCGK) est un aérodrome militaire de l'Armée de l'air turque près de Lefkóniko (turc : Geçitkale) en Chypre du Nord. Sa construction est achevée vers 1990. Pendant la rénovation de l'Aéroport international d'Ercan entre septembre 2002 et mai 2004, il sert d'aéroport civil principal de Chypre du Nord. Le code ICAO non officiel de Geçitkale est LCGK.
À l'été 1998, en raison des tensions croissantes entre la Grèce et la Turquie, cette dernière stationne brièvement six F-16 à Geçitkale, en réponse au positionnement par la Grèce de quatre F-16 et de deux Lockheed C-130 Hercules à l'aéroport de Paphos. Des avions de combat visitent pour la dernière fois l'aéroport en novembre 2000.
La base aérienne de Geçitkale est achetée par l'homme d'affaires chypriote turc Asil Nadir et sera transformée en un nouvel aéroport pour les avions VIP et charter[réf. nécessaire].

## Caractéristiques de l'aérodrome
La seule piste de Geçitkale, 9/27, mesure 2850 mètres de longueur et 45 mètres de largeur. Elle est équipée d'un prolongement d'arrêt de 285 mètres de long à chaque extrémité. L'aéroport est équipé d'une station VOR/DME et d'une NDB.

## Base pour les véhicules aériens sans pilote
La base aérienne de Geçitkale est attribuée par une décision du gouvernement de Chypre du Nord au Commandement des forces de paix turques à Chypre pour l'utilisation par des drones (UAV).
Tout d'abord, une unité de contrôle au sol composée de trois camions est installée sur la base aérienne. Dans la matinée du 16 décembre 2019, un drone militaire de type Bayraktar TB2 atterrit sur la base aérienne en provenance de Turquie. Les drones sont destinés à fournir une protection aux navires turcs opérant en mer Méditerranée orientale pour l'exploration pétrolière et gazière et le forage en eaux profondes pour le pétrole et le gaz naturel.